# Alexander (Schottland)
Alexander (* 21. Januar oder 21. Dezember 1264 in Jedburgh; † 28. Januar 1284 in Lindores Abbey) war ein schottischer Königssohn.

## Herkunft und Erhebung zum Lord of Man
Alexander war der älteste Sohn des schottischen Königs Alexander III. und dessen Frau Margarete von England. Als Thronerbe übertrug ihm sein Vater nominell bereits 1265 die Isle of Man, nachdem König Magnus Godfreyson gestorben war. Durch die Herrschaft über Man erhielt der Thronfolger angemessene eigene Einkünfte und als Lord of Man einen königsähnlichen Titel. Dazu sollte den Adligen und Bewohnern der Insel durch diese Verleihung der hohe Stellenwert symbolisiert werden, den die Insel für den schottischen König besaß. 1270 wurde Alexander auch das Earldom Fife übertragen, dessen Titelerbe Duncan noch minderjährig war. Spätestens ab 1279 war der Ritter William Sinclair, ein enger Vertrauter des Königs, für Alexanders Erziehung verantwortlich. 1275 kam es auf Man zu einer Revolte, bei der die Bewohner der Insel Godfrey, einen Sohn des vorigen Herrschers Magnus zum König erklärten. Alexander III. ließ die Revolte jedoch niederschlagen und Alexander wurde wieder als Lord of Man eingesetzt.

## Ehe und früher Tod
Am 4. Dezember 1281 wurde der junge Alexander mit Margarete, einer Tochter von Graf Guido I. von Flandern und dessen zweiten Frau Isabella von Luxemburg verlobt. Die Heirat fand am 15. November 1282 in Roxburgh statt. In einem Abkommen mit dem Grafen von Flandern war festgelegt worden, dass Söhne aus der Ehe den schottischen Thron erben würden, auch wenn Prinz Alexander vor seinem Vater sterben würde. Damit wurde für die schottische Krone die Primogenitur festgelegt. Prinz Alexander starb tatsächlich nach längerer Krankheit vor seinem Vater. Von seinem Vater, den Baronen und den Prälaten tief betrauert, wurde er in Dunfermline Abbey beigesetzt. Seine Witwe kehrte in die Niederlande zurück und heiratete später in zweiter Ehe Graf Rainald I. von Geldern.

## Folgen
Da Alexanders Ehe kinderlos geblieben war und auch sein jüngerer Bruder David vor Juni 1281 und seine Schwester Margarete im April 1283 gestorben waren, war Margarete von Norwegen, die einzige Tochter von Margarete, die einzige überlebende Nachkommin von König Alexander III. Der König ließ deshalb nach dem Tod von Prinz Alexander die schottischen Magnaten bei einem Parlament am 5. Februar 1284 in Scone schwören, dass sie die Thronfolge von Margarete anerkennen würden, falls er selbst keine weiteren Kinder mehr bekommen würde. Nach dem Unfalltod von Alexander III. 1286 war die junge Margarete von Norwegen nun Thronerbin, doch diese weibliche Thronfolge war nicht unumstritten. Nach dem frühen Tod von Margarete im Oktober 1290 war die schottische Thronfolge völlig ungeklärt.
Über das Wittum von Alexanders Witwe Margarete gab es einen langen Streit zwischen Schottland und Flandern. König Alexander hatte der Witwe seines Sohnes erlaubt, dass sie das Gut von Linlithgow, dass sie anlässlich ihrer Hochzeit als Mitgift erhalten hatte, behalten durfte. Mit dieser Regelung war ihr Vater, Graf Guido, nicht zufrieden. Er beanspruchte für sie ein Wittum mit Einkünften von jährlich £ 1000, wie es bei der Verlobung vereinbart worden war. Noch nachdem John Balliol 1292 schottischer König geworden war, wandte sich Graf Guido an den englischen König Eduard I., der die Oberherrschaft über Schottland beanspruchte. Da England aufgrund eines Kriegs mit Frankreich ein Bündnis mit Flandern suchte, riet der englische König dem schottischen König, der Forderung von Graf Guido nachzukommen. Daraufhin befahl der schottische König, der Witwe von Alexander die ihr zustehenden Gelder auszuzahlen.